# 博寧島夜鷺
博寧島夜鷺（Nycticorax caledonicus crassirostris）是棕夜鷺一個已滅絕的亞種。

## 特徵
博寧島夜鷺是由Nicholas Aylward Vigors於1839年所描述。他只是根據Heinrich von Kittlitz及1828年Frederick William Beechey的故事來描述。
博寧島夜鷺長約61厘米。冠呈黑色及有兩條長達背部裝飾的白羽毛。背部呈肉桂褐色，上身呈白色。腳呈橙色，喙是黑色的。牠們與棕夜鷺不同的是其喙較厚及筆直。

## 分佈及棲息地
博寧島夜鷺只在小笠原群島的父島及媒島上發現。牠們棲息在海灘及沼澤，並在矮樹上築巢。

## 食性
博寧島夜鷺主要吃昆蟲、魚類及細小的龜。

## 滅絕
博寧島夜鷺在被發現後的50年內就已經滅絕。最後發現的標本是於1889年在媒島上採集的。現時共有6個標本，分別存放在倫敦、不來梅及聖彼得堡。牠們滅絕的原因是受到大家鼠和野貓的掠食及為製作女帽而被射殺所致。